# Frederik Vilhelm 2. af Preussen
Frederik Vilhelm 2. af Preussen (tysk: Friedrich Wilhelm II.) (født 25. september 1744, død 16. november 1797), konge af Preussen fra 1786 til sin død.
Frederik Vilhelm var søn af August Vilhelm af Preussen, en bror til Frederik den Store, og Louise Amalie af Braunschweig-Lüneburg, en søster til Frederik den Stores dronning. 

## Biografi
Efter sin tronbestigelse i 1786 slækkede han en del på sin farbrors stramme tøjler, og det gjorde ham i starten ret populær. Men snart bragte hans interesse for mysticisme og forbindelse med hemmelige, frimureragtige selskaber (Rosenkreuzerordenen og lignende) ham i
hænderne på uduelige, skinhellige rådgivere, der fik regeringen i mere reaktionær retning. Der indførtes streng censur, og 9. juli 1788 kom et edikt rettet imod rationalismen til forsvar for ortodoks kristendom. Det førte til en del vanskeligheder, da det var samtidig med den Franske Revolution.
Udadtil var von Hertzberg den ledende minister og førte en antiøstrigsk politik, indtil Frederik Vilhelm fjernede ham i juli 1791. I august samme år i Pillnitz aftalte han at stå sammen med kejser Leopold mod Frankrig. Frankrig erklærede krig mod Østrig 20. april 1792, og Preussen stod ved aftalen, men krigen førtes uden enighed eller energi. Frederik Vilhelm sluttede fred i Basel 1795 hvor han svigtede både Østrigs og Tysklands interesser. Til gengæld skaffede hans upålidelighed over for Polen ham store landudvidelser, da han 1793 og 1795 deltog i dette lands sidste delinger. 